# Голубовська Валентина Степанівна
Валентина Степанівна Голубовська (23 лютого 1939, Одеса — 10 березня 2018, Одеса) — радянська та українська мистецтвознавиця, краєзнавиця, бібліофілка.

## Життєпис
Валентина Голубовська народилася 23 лютого 1939 року в Одесі.
Закінчила Ленінградський орден Леніна державний університет імені А. О. Жданова.
Викладала історію мистецтв та історію костюма в Одеському театрально-художньому училищі.
Авторка книг «На краю рідної Гіпербореї», «Мама купила книгу», нарисів та статей про Одесу та знаменитих одеситів.
Померла 10 березня 2018 року в Одесі на 80-му році життя. Похована на Новоміському кладовищі Одеси.

### Родина
Чоловік — Євген Михайлович Голубовський (1936—2023), радянський та український культуролог, журналіст, редактор; віцепрезидент Всесвітнього клубу одеситів. Донька — фотографка Ганна Голубовська.

## Твори
- Голубовская В. Л. Сокровища одесских музеев. — Одесса : Маяк, 1970. — 88 с.